# Schmach für Deutschland

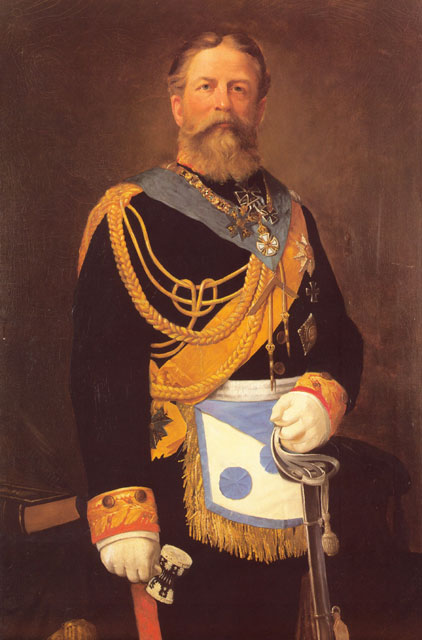
Kaiser Friedrich III.

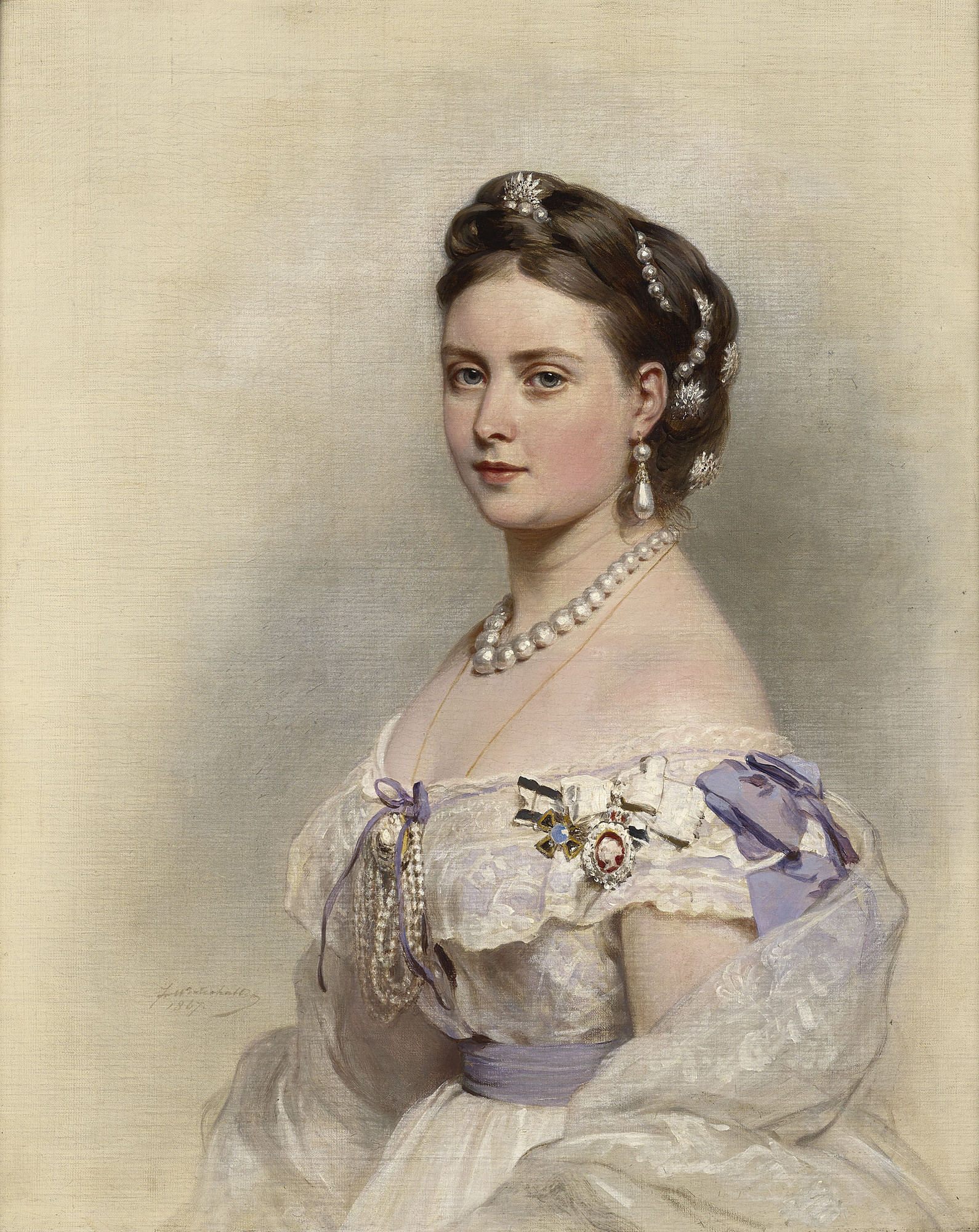
Victoria, preußische Kronprinzessin, 1867, Gemälde von Franz Xaver Winterhalter

Der Ausspruch eine „Schmach für Deutschland“ entstammt einer Bemerkung des deutschen Kronprinzen und späteren Kaisers Friedrich III., die dieser im Februar 1880 in einer nicht-öffentlichen Sitzung der Victoria-National-Invalidenstiftung dem Berliner Stadtrat und Vorsitzenden der jüdischen Korporation in Berlin Meyer Magnus gegenüber machte. Mit diesen Worten verurteilte der Kronprinz die antisemitische Bewegung. „Er habe im Auslande den Ausländern gegenüber sich dieser Agitation geschämt.“ – So berichtete der preußische Abgeordnete Eugen Richter über das Wort des Kronprinzen, das bei der Bekämpfung des Antisemitismus oft zitiert, von antisemitischer Seite hingegen als zweifelhaft oder sogar gefälscht hingestellt wurde.

## Varianten
Die genauen Worte des Kronprinzen sind nicht überliefert. Je nach Quelle wird der Ausspruch auch wiedergegeben als „eine Schmach unserer Zeit“, „eine Schmach des Jahrhunderts“ oder „eine Schmach für die deutsche Nation“.

## Kontext
Der schon seit einigen Jahren schwelende Antisemitismus erhielt Ende der 1870er Jahre einen Aufschwung. Maßgeblich hierfür waren die Agitationen des Hofpredigers Adolf Stoecker sowie die Veröffentlichung des Artikels „Unsere Aussichten“ durch Heinrich von Treitschke in den Preußischen Jahrbüchern, woraus sich der so genannte „Berliner Antisemitismusstreit“ entwickelte.

## Ablauf
Der Kronprinz Friedrich Wilhelm und seine Frau Victoria verurteilten von Anfang an die antisemitische Bewegung. In einem Brief schrieb er:

„Wir schämen uns der Judenhetze, die in Berlin alle Gränzen des Anstands überschreitet, aber wie's scheint unter den Fittigen des Hofpfaffenthums sicher 'gewährleistet' ist.“

Und die Kronprinzessin Victoria klagte:

„Die Verachtung alles Fremden, jetzt auch noch der armen Juden, es ist wirklich empörend. Das Resultat wird nur sein, daß diese Sprache u. dies Gebahren Deutschland u. die Deutschen recht gründlich verhaßt machen wird!“

Bereits Anfang 1880 besuchte der Kronprinz demonstrativ in voller Uniform einen Gottesdienst in der Berliner Synagoge, um Stellung zur antisemitischen Bewegung zu beziehen. Auf einer Sitzung der Victoria-National-Invalidenstiftung im Februar 1880 sprach er dann mit dem stellvertretenden Vorsitzenden der Stiftung und Vorsitzenden der jüdischen Korporation in Berlin Meyer Magnus über die antisemitische Bewegung und bezeichnete diese als eine „Schmach für Deutschland“.
Im Verlauf des Jahres 1880 verschärfte sich die antisemitische Agitation und es kam zu ersten Tätlichkeiten (siehe Kantorowicz-Affäre). Mitte November 1880 veröffentlichten 75 bedeutende Wissenschaftler, Unternehmer und Politiker eine Notabeln-Erklärung, in der sie die antisemitische Bewegung verurteilten. Die Deutsche Fortschrittspartei brachte das Thema am 20. und 22. November 1880 in den Preußischen Landtag (siehe Interpellation Hänel). Am 14. November besuchte der Kronprinz in Wiesbaden wieder demonstrativ zusammen mit seiner Frau „ein synagoges Konzert, ... um nach Möglichkeit zu zeigen wie wir gesonnen <sic!> sind.“
Als Reaktion auf eine antisemitische Veranstaltung am 17. Dezember 1880 in den Reichshallen in Berlin, bei der Ernst Henrici gegen die Juden gehetzt hatte, luden Mitglieder der Deutschen Fortschrittspartei die Wahlmänner aller Parteien für den 12. Januar 1881 ebenfalls in die Reichshallen zu einer Versammlung ein, um zu demonstrieren, dass die Bürger von Berlin keineswegs auf Seiten der antisemitische Bewegung standen, sondern diese verurteilten. Vor den 2500 Wahlmännern bezog sich Eugen Richter in der Schlussrede auf die Worte des Kronprinzen:

„Es wird dermaleinst nicht das kleinste Lorbeerblatt im Ruhmeskranze unseres Kronprinzen sein, daß er schon beim ersten Beginn dieser Bewegung, was unser verstorbener Kollege Wulffshein mit eigenen Ohren gehört hat und auch andererseits glaubwürdig bestätigt ist, — dem Vorsitzenden der jüdischen Korporation von Berlin gegenüber erklärte, daß diese Bewegung eine Schmach für die deutsche Nation sei! (Stürmischer, langandauernder Beifall.)“

Da von antisemitischer Seite eine solche Verdammung von höchster Stelle als verfälscht oder erfunden zurückgewiesen wurde, sah sich der Kronprinz am 14. Februar 1881 veranlasst, seine Äußerung zu wiederholen. In einer Sitzung des Vorstandes der Victoria-National-Invalidenstiftung saß er zwischen dem Chef der Admiralität von Stosch und Meyer Magnus. Er erkundigte sich, wie Magnus mit dem vergangenen Jahre zufrieden gewesen sei, in dem sich die antisemitische Bewegung weiter ausgebreitet hatte. Magnus antwortete, dass es

„… für ihn eines der trübsten seines langen Lebens gewesen sei. Wenn ihm und unzähligen seiner Glaubensgenossen inmitten dieser traurigen Bewegung ein starker Trost geblieben wäre, so sei es die lebendige Erinnerung an den an dieser Stelle gethanen Ausspruch des Kronprinzen, daß er die Bewegung bedaure und daß sie eine Schmach für unsere Zeit sei. Mit allem Nachdruck bemerkte hierauf der Kronprinz, daß er dieselbe Anschauung heut wie damals hege, daß er die gedachten Bestrebungen auf das Entschiedenste mißbillige und verwerfe. Was sein Gefühl dabei am meisten verletze, sei die Hineintragung dieser Tendenzen in die Schule und die Hörsäle; in die Pflanzstätten des Edlen und Guten sei dieses böse Samenkorn hineingeworfen worden. Hoffentlich werde es nicht zur Reife gelangen. Er vermöge es nicht zu fassen, wie Männer, die auf geistiger Höhe stehen oder ihrem Berufe nach stehen sollten, sich hier zu Trägern und Hilfsmitteln, einer in ihren Voraussetzungen und Zielen gleichmäßig verwerflichen Bewegung hergeben könnten. Der Kronprinz zog zur Erläuterung dieser Anschauungen eine Anzahl anerkannter Zwischenfälle der letzten Zeit herbei, wobei er auf die Geschichte der Agitation und ihrer einzelnen Phasen einging. Gelegentlich der Versammlungen knüpfte der Kronprinz insbesondere an die in den „Reichshallen“ stattgefundene Worte der Verurtheilung.“

Am folgenden Tag, dem 15. Januar 1881, wurden diese Äußerungen des Kronprinzen in der National-Zeitung abgedruckt. Seine Schwiegermutter Queen Victoria lobte in einem Brief „die Rede des lieben Fritz über die armen, schlecht behandelten Juden“.
Obwohl die Authentizität der Aussagen von zahlreichen Zeugen bestätigt wurde, fuhr der Hofprediger Adolf Stoecker fort, die Richtigkeit des Zitats zu bestreiten, auch wenn Eugen Richter diese 1883 noch einmal bestätigte:

„Der Abg. Eugen Richter hatte, als im Abgeordnetenhause im Jahre 1883 die Richtigkeit der Mittheilung über die Stellung des Kronprinzen zu der antisemitischen Bewegung von conservativer Seite in Zweifel gezogen war, in der Sitzung vom 6. Dezember 1883 erklärt, daß Herr Geheimrath Magnus ihm persönlich den Hergang bei der erwähnten Sitzung der National-Invaliden-Stiftung und die Aeußerung des Kronprinzen genau so mitgetheilt habe, wie dieselben in dem erwähnten Artikel der Nat.-Ztg. enthalten waren.“

Anlässlich eines Verleumdungsprozesses gegen die Freie Zeitung im Jahre 1885 wurde Stoecker dann allerdings gerichtlich bescheinigt:

„Auf Grund dieses Ergebnisses der Beweisaufnahme ist als erwiesen angenommen, daß Seine kaiserliche Hoheit – wenn auch nicht wörtlich, so doch in einer dem Wesentlichen gleichbedeutenden Weise – das von dem Angeklagten behauptete Urtheil in Betreff der antisemitischen Bewegung gefällt habe.“

Hartnäckig hielt Stoecker an seiner Behauptung fest und erklärte in der Sitzung des Preußischen Abgeordnetenhauses vom 31. März 1890:

„Ich muß dagegen protestiren, daß der Hr. Abg. Rickert einen hohen Mund, der längst geschlossen ist, hier wieder reden läßt. Die Aeußerung dieses hohen Mundes ist niemals konstatirt. (Rufe links: Jawohl! Widerspruch rechts.)“

Die Legende, hier seien dem Kronprinzen Worte in den Mund gelegt worden, hatte sich um die Zeit in antisemitischen Kreisen bereits fest etabliert. Ganz ähnlich zog auch der sozialdemokratische Parteihistoriker Franz Mehring die Worte in Zweifel und stellte den Kronprinzen als von jüdischen Hintermännern gesteuert hin (die Ausdrucksweise anhochen bedeutet mit Hochrufen feiern, während gerieben eine Variante zum heute gebräuchlicheren Wort gerissen ist):

„Aber öffentlich verleugnete Bismarck die antisemitische Agitation nicht, ließ sich vielmehr unter dankender Erwiderung von ihr anhochen und erkannte gar nicht, daß die feurigsten Huldigungen der armseligen Spektakelmacher ihm die wachsende Erbitterung der jüdischen Hochfinanz nicht aufwiegen konnten. Diese geriebene Klasse begann ihn zu kitzeln, wo er am empfindlichsten war. Sie plagte den Kronprinzen, der, von seinem liebevollen Vater überaus knapp gehalten, auf ihr Wohlwollen angewiesen war, so hart und so lange, bis er etwas von der „Schande des Jahrhunderts“ murmelte oder gemurmelt haben sollte, denn sicher ist dieses Wort, das die ganze kapitalistische Presse fortan als die herrlichste Blüte menschlichen Geistes gegen den antisemitischen Schutzpatron ausspielte, niemals festgestellt worden.“